# Mistrovství Českého svazu fotbalového 1919
Tento článek pojednává o třetím ze čtyř neoficiálních celorepublikových ligových ročníků, ze kterých vzešel právoplatný Mistr Československa. Tyto ročníky totiž byly od ostatních ročníků v předligové éře výjimečné tím, že se na jejich koncích konal celorepublikový turnaj systémem play off či finále. Tento ročník se odehrával v roce 1919. Na jaře roku se ve čtyřech krajích konala tzv. Župa. Největší z nich byla Středočeská župa s 9 členy. Tu vyhrála AC Sparta Praha a kvalifikovala se tak stejně jako vítězové ostatních tří regionálních soutěží do celorepublikového finále hraném systémem každý s každým. Ve finále zvítězila AC Sparta Praha a zajistila si tak 2. mistrovský titul (po předchozím 1912).

## Konečná tabulka Mistrovství ČSF 1919
| Poř. | Tým               | Z | V | R | P | VG | OG | TP  | B |
| ---- | ----------------- | - | - | - | - | -- | -- | --- | - |
|      | AC Sparta Praha   | 3 | 3 | 0 | 0 | 17 | 0  | +17 | 6 |
| 2.   | SK Kladno         | 3 | 1 | 1 | 1 | 5  | 4  | +1  | 3 |
| 3.   | FK Olympia Plzeň  | 3 | 1 | 1 | 1 | 4  | 6  | -2  | 3 |
| 4.   | SK Hradec Králové | 3 | 0 | 0 | 3 | 1  | 17 | -16 | 0 |

## Rekapitulace soutěže
| Mistrovství Českého svazu fotbalového 1919 |                            |
|                                            |                            |
| Ocenění                                    |                            |
| Vítěz                                      | AC Sparta Praha (2. titul) |
| Vítěz domácího poháru                      |                            |
| Středočeský pohár                          | AC Sparta Praha            |

## Seznam regionálních soutěží a jejich vítězů
| Soutěž            | Vítěz             |
| ----------------- | ----------------- |
| Středočeská župa  | AC Sparta Praha   |
| Západočeská župa  | FC Olympia Plzeň  |
| Východočeská župa | SK Hradec Králové |
| Kladenská župa    | SK Kladno         |

## Konečné tabulky regionálních soutěží
- Pouze ty, které jsou známy.

### Středočeská župa
| Poř. | Tým                  | Z | V | R | P | VG | OG | TP  | B  |
| ---- | -------------------- | - | - | - | - | -- | -- | --- | -- |
|      | AC Sparta Praha      | 8 | 7 | 0 | 1 | 25 | 3  | +22 | 14 |
| 2.   | SK Slavia Praha      | 8 | 7 | 0 | 1 | 37 | 7  | +30 | 14 |
| 3.   | AFK Union Žižkov     | 8 | 6 | 0 | 2 | 19 | 19 | 0   | 12 |
| 4.   | SK Viktoria Žižkov   | 8 | 5 | 0 | 3 | 16 | 10 | +6  | 10 |
| 5.   | SK Meteor Vinohrady  | 8 | 3 | 0 | 5 | 16 | 15 | +1  | 6  |
| 6.   | AFK Vršovice         | 8 | 3 | 0 | 5 | 18 | 19 | -1  | 6  |
| 7.   | SK Libeň             | 8 | 2 | 1 | 5 | 14 | 24 | -10 | 5  |
| 8.   | SK Smíchov           | 8 | 1 | 1 | 6 | 7  | 34 | -27 | 3  |
| 9.   | SK Meteor Praha VIII | 8 | 1 | 0 | 7 | 4  | 35 | -31 | 2  |

### Kladenská župa
| Poř. | Tým                   | Z | V | R | P | VG | OG | TP  | B  |
| ---- | --------------------- | - | - | - | - | -- | -- | --- | -- |
|      | SK Kladno             | 6 | 6 | 0 | 0 | 35 | 4  | +31 | 12 |
| 2.   | SK Sparta Kladno      | 6 | 4 | 1 | 1 | 28 | 7  | +21 | 9  |
| 3.   | Novoměstský SK Kladno | 6 | 3 | 2 | 1 | 18 | 12 | +6  | 8  |
| 4.   | SK Kročehlavy         | 6 | 2 | 2 | 2 | 20 | 12 | +8  | 6  |
| 5.   | SK Meteor Kladno      | 6 | 2 | 1 | 3 | 9  | 16 | -7  | 5  |
| 6.   | SK Čechie Kladno      | 6 | 1 | 0 | 5 | 3  | 24 | -21 | 2  |
| 7.   | SK Slovan Dubí        | 6 | 0 | 0 | 6 | 3  | 41 | -38 | 0  |